# 0461
0461 è il prefisso telefonico del distretto di Trento, appartenente al compartimento di Verona.
Il distretto comprende la parte centro-orientale della provincia di Trento. Confina con i distretti di Bolzano (0471) e di Cavalese (0462) a nord, di Feltre (0439) a est, di Bassano del Grappa (0424) e di Rovereto (0464) a sud, di Tione di Trento (0465) e di Cles (0463) a ovest.

## Aree locali e comuni
Il distretto di Trento comprende 65 comuni compresi nelle 3 aree locali di Mezzolombardo (ex settori di Cembra, Fai della Paganella e Mezzolombardo), Pergine Valsugana (ex settori di Borgo Valsugana, Levico Terme, Pergine Valsugana e Pieve Tesino) e Trento. I comuni compresi nel distretto sono: Albiano, Aldeno, Altavalle, Altopiano della Vigolana, Andalo, Baselga di Piné, Bedollo, Bieno, Borgo Valsugana, Calceranica al Lago, Caldonazzo, Campodenno, Carzano, Castel Ivano, Castello Tesino, Castelnuovo, Cavedago, Cavedine, Cembra Lisignago, Cimone, Cinte Tesino, Civezzano, Contà, Denno, Faedo, Fai della Paganella, Fierozzo, Fornace, Frassilongo, Garniga Terme, Giovo, Grigno, Lavis, Levico Terme, Lona-Lases, Madruzzo, Mezzocorona, Mezzolombardo, Molveno, Novaledo, Ospedaletto, Palù del Fersina, Pergine Valsugana, Pieve Tesino, Roncegno, Ronchi Valsugana, Roveré della Luna, Samone, San Michele all'Adige, Sant'Orsola Terme, Scurelle, Segonzano, Sover, Spormaggiore, Sporminore, Telve, Telve di Sopra, Tenna, Terre d'Adige, Ton, Torcegno, Trento, Vallelaghi e Vignola-Falesina.